# Satisfaction (canción de Laura Branigan)
«Satisfaction» es una canción de la cantante estadounidense Laura Branigan, lanzada como el cuarto y último sencillo de su tercer álbum de estudio, Self Control (1984). La música original de la canción fue escrita por Bernd Dietrich, Gerd Grabowski y Engelbert Simons, mientras que la letra en inglés fue escrita por Mark Spiro y la renombrada compositora Diane Warren. Fue producida por Jack White y Robbie Buchanan, quienes produjeron conjuntamente todo el álbum Self Control.

## Antecedentes
Como una pista en el exitoso álbum de Laura Branigan, Self Control, la canción fue lanzada específicamente para la escena de los clubes de baile y no recibió un lanzamiento completo en América. Alcanzó el puesto número 24 en el Hot Dance de Billboard en enero de 1985.
En 1985, la cantante finlandesa Eini Orajärvi hizo una versión de la canción bajo el título «Tyydytys», lanzada como sencillo de su álbum Eini.

## Lanzamiento
En los Estados Unidos, el sencillo fue lanzado únicamente en vinilo promocional de 12 pulgadas, aunque también recibió un lanzamiento completo en vinilo de 12 pulgadas. El sencillo también fue lanzado en Alemania y Francia, donde se emitió en vinilo de 7 y 12 pulgadas (solo vinilo de 7 pulgadas en Francia). Todas las versiones del sencillo fueron publicadas por Atlantic Records.
El vinilo de 12 pulgadas principal en los Estados Unidos presentaba una versión extendida de la canción como pista principal, titulada «Satisfaction (Vocal/Extended Version)». La cara B era la versión del álbum de «Ti Amo», tomada del álbum Self Control y escrita por Giancarlo Bigazzi, Umberto Tozzi y Warren. El lanzamiento promocional de 12 pulgadas en Estados Unidos presentaba nuevamente la Versión extendida como cara A pero con la versión del álbum de Satisfaction como cara B. En Alemania y Francia, el vinilo de 7 pulgadas presentaba la versión del álbum de la canción como pista principal, junto con la canción «If You Loved Me» como cara B. Esta canción, escrita por Warren y The Doctor (Steven Angelica), fue tomada del álbum debut de Branigan de 1982, Branigan. El vinilo de 12 pulgadas en Alemania presentaba la versión extendida con el título de «Special Dance Mix» como pista principal y «If You Loved Me» como cara B. La versión extendida de la canción se incluyó como uno de los cuatro temas adicionales en la edición remasterizada y ampliada del álbum Self Control de 2013 de Gold Legion, donde se utilizó el título «Special Dance Mix».
Todas las versiones del sencillo venían en una funda genérica de Atlantic Records, excepto el vinilo de 7 pulgadas en Alemania y Francia y el vinilo de 12 pulgadas en Alemania. Estas tres ediciones presentaban una funda con imagen a todo color con una fotografía de primer plano de Branigan. La contraportada destacaba y promocionaba los tres álbumes de Branigan; Branigan, Branigan 2 y Self Control.
Tras el lanzamiento de la canción en el álbum «Self Control» y como sencillo, la canción también fue la cara B del sencillo «Ti Amo». La canción también ha aparecido en la recopilación de Laura Branigan de 2006 The Platinum Collection. Además, apareció en la recopilación de varios artistas de WEA Alemania de 1985 Hot and New '85, así como en la recopilación de varios artistas de 2009 Pop & Rock Klub 80, Vol. 2, lanzada por 4Ever Music/Warner Music.

## Promoción
Aunque no se creó un video musical para el sencillo, Branigan interpretó la canción en American Bandstand el 9 de junio de 1984, junto con «Self Control». El 9 de enero de 1985, interpretaría la canción en vivo en The Tonight Show, junto con «Ti Amo».
En Alemania, Branigan mimó la canción en el programa de televisión alemán Formel Eins durante su gira por Europa. También apareció en Thommy's Pop Show Extra 1984 en Alemania el 18 de diciembre de 1984, donde interpretó «Self Control», «The Lucky One» y «Satisfaction».
La canción fue interpretada en vivo durante la gira de Branigan en 1984. Además, la canción fue grabada profesionalmente y lanzada como una canción en la primera grabación de video de Branigan, Laura Branigan en 1984. El video, que incluía la canción, fue filmado en vivo en Caesars Tahoe y fue transmitido por televisión como Laura Branigan en Concierto.
El 12 de marzo de 1984, Branigan apareció en un episodio de la serie de televisión estadounidense de ciencia ficción y superhéroes Automan. El episodio, titulado «Asesinato en MTV», mostró a Branigan interpretando una selección de temas, incluyendo «Satisfaction».

## Créditos
- Productores de «Satisfaction» - Jack White, Robbie Buchanan

- Productor ejecutivo de «Satisfaction» - Jack White

- Productores de «If You Loved Me» - Jack White, Robbie Buchanan

- Productores de «Ti Amo» - Jack White, Robbie Buchanan

- Productor ejecutivo en «Ti Amo» - Jack White

- Arreglista en «Satisfaction» - Harold Faltermeyer

- Arreglista de «Ti Amo» - Robbie Buchanan

- Escritores de «Satisfaction» (Música Original) - Bernd Dietrich, Gerd Grabowski, Engelbert Simons

- Escritores de «Satisfaction» (letra en inglés) - Mark Spiro, Diane Warren

- Escritores de «If You Loved Me» - Diane Warren, The Doctor

- Escritores de «Ti Amo» (Música original) - Giancarlo Bigazzi, Umberto Tozzi

- Escritores de «Ti Amo» (Letra en Inglés) - Diane Warren

## Gráficos
| Listas (1985)                         | Mejor posición |
| ------------------------------------- | -------------- |
| Finlandia (Hot Singles Finland)       | 29             |
| Estados Unidos (Hot Dance Club Songs) | 24             |
| Ecuador (Hits of the World)           | 5              |